# Fotocommunity.de
fotocommunity.de ist ein 2001 gegründetes kommerzielles Webportal für Amateur- und Profi-Fotografen, Bildbearbeiter und Fotokünstler. Anders als das etwa gleichzeitig entstandene international angelegte Flickr verstand sich fotocommunity.de als Medium, in dem sich deutschsprachige Fotografen mittels und über Fotografie austauschen können. Trotz einer Internationalisierung durch Schwestercommunities in spanischer, französischer, englischer und italienischer Sprache blieb der Fokus stets auf dem deutschsprachigen Raum.
In den letzten Jahren stieg die Konkurrenz durch Portale wie Instagram und Diskussionsforen über Fotografie in digitalen sozialen Netzen. Nach eigenen Angaben des in Köln ansässigen Unternehmens wurden seit Bestehen des Portals über 30 Mio. Fotos hochgeladen und über 220 Mio. Bildkommentare verfasst.

## Geschichte
Andreas Constantin Meyer gründete fotocommunity.de im Februar 2001 als privates Hobbyprojekt. Neben der deutschsprachigen Website kamen später englisch-, italienisch-, spanisch- und französischsprachige Schwester-Portale mit eigenen Upload- und Forenbereichen hinzu. Im Juli 2012 wurde das Unternehmen vom WEKA-Verlag übernommen und Andreas Meyer schied aus. Der zweite Geschäftsführer, Axel Flasbarth, hat das Unternehmen im Februar 2013 verlassen. Geschäftsführer sind Kurt Skupin und Matthäus Hose.

## Funktionen
Fotocommunity.de bietet die Möglichkeit, Fotos in Sektionen und Untersektionen hochzuladen und zur Diskussion zu stellen. Die acht Hauptsektionen „Motive“, „Spezial“, „Menschen“, „Akt“, „Natur“, „Digiart“, „Youth“ und „Reise“ sind in zahlreiche Spezialgebiete untergliedert. So finden sich Foto-Sektionen zu Themen wie „Gullideckel“, „Infrarot-Fotografie“ oder „Hundesport“.
Neben der Funktion der Bildanmerkung können die Mitglieder innerhalb fotocommunity.de über private Nachrichten und Foto-Mails in Kontakt treten. Eine Kalenderfunktion ermöglicht es den Benutzern, selbst initiierte Fototreffen wie Stammtische, Fotoausflüge, Workshops oder Ausstellungen einzutragen oder nach Treffen in ihrem Postleitzahlenbereich zu suchen. Laut Angaben von fotocommunity.de veranstalten ihre Mitglieder rund 100 selbst organisierte Treffen im Monat.
Innerhalb der Foren von fotocommunity.de mit Themen wie z. B. „DSLR Kameras“, „Kompaktkameras“, „Analoge Fotografie“, „Bildbearbeitung“ oder „Gesetze und Verträge“ können die Nutzer ihr Wissen und ihre Erfahrungen austauschen.
Auf fotocommunity.de ist fast immer ein Fotowettbewerb aktiv. Die Benutzer können je nach Teilnahmebedingungen des jeweiligen Wettbewerbs eines oder mehrere ihrer Fotos zu einem speziellen Thema hochladen und haben die Chance, Preise wie Kameras, Fotozubehör, Fotoreisen oder Fotobücher zu gewinnen.
In der fotocommunity-Fotoschule können Premium-Nutzer der fotocommunity auf ein breites Spektrum an über 50 Online-Fotokursen zugreifen und diese absolvieren. Diese Online-Fotokurse bieten Einsteigern und Fortgeschrittenen Fotografen gleichsam eine gute Möglichkeit, zu lernen und ihr fotografisches Wissen zu erweitern. Weiterhin können kostenfreie fotocommunity-Mitglieder und Besucher auf über 600 kostenfreie Lernartikel  zugreifen.

## Fotos kaufen/verkaufen
Es ist auch möglich, dass Redaktionen und Privatleute bei fotocommunity-Mitgliedern direkt kaufen. Das heißt, sie erwerben Nutzungsrechte am Foto. Die Modalitäten werden mit dem Fotografen direkt abgesprochen. Dazu kann man eine private Mail an den Fotografen schicken. Das ist nur möglich, wenn Interessenten selbst Mitglied bei Fotocommunity werden (kostenfrei und auch ohne eigene Fotos zu veröffentlichen). So hat man Zutritt zum persönlichen Bereich des Fotografen. Dort stehen unter dem Profilfoto (oder Kennzeichen) persönliche Daten und bei „Kontakt“ kann der Interessent eine „private Nachricht schicken“.

## Bildrechte und Mitgliedschaft
Alle Fotos sind geistiges Eigentum der ausstellenden Mitglieder. Deren Nutzung außerhalb des Portals bedarf deshalb grundsätzlich der Erlaubnis der Fotografen. Dieser kann ein kostenpflichtiges Nutzungsrecht oder eine schriftliche Bestätigung zur kostenfreien Nutzung anbieten. In den Geschäftsbedingungen werden die Mitglieder darauf hingewiesen, dass Bilderdiebstahl im Internet ein schwer zu lösendes Problem ist.
Die Fotos können entweder für jeden sichtbar veröffentlicht oder in einem „persönlichen Ordner“ zur privaten Ansicht gespeichert werden. Die kostenlose Basis-Mitgliedschaft beinhaltet eingeschränkte Darstellungs- und Navigationsmöglichkeiten. Für weitergehende Funktionen wie etwa den Zugriff auf alle Foren, das fotocommunity-interne Galerie-Voting, erweiterte Uploadfunktionen und den Bereich der Aktfotografien, ist der Abschluss eines kostenpflichtigen Accounts nötig. Wie bei allen Cloud-Diensten liegen die Daten (Fotos, Texte, Benutzerdaten) auf zentralen Computern, mit den üblichen datenschutzrechtlichen Konsequenzen.

## Fotocommunity-Magazin
Am 30. April 2009 erschien die erste Ausgabe der Zeitschrift fotocommunity [plus] in einer Druckauflage von 28.000 Exemplaren. In der vierteljährlich erscheinenden Zeitschrift werden unter anderem Beiträge der Mitglieder rund um die Fotografie veröffentlicht. Ab 2013 hieß die Zeitschrift „fotocommunity Magazin“ und wurde mit der Zeitschrift ColorFoto von der WEKA MEDIA PUBLISHING GmbH verlegt. Das "fotocommunity Magazin" wurde inzwischen eingestellt. Es besteht aktuell eine enge Kooperation der fotocommunity mit der Zeitschrift ColorFoto.